# Kluwenhoornbloem
De kluwenhoornbloem (Cerastium glomeratum) is een eenjarige plant uit de anjerfamilie.

## Beschrijving
De bloeiwijze is een kluwen met veel bloemen dicht opeen, en kleverige klierharen in het bovenste deel.
Stelen van de doosvrucht ongeveer even lang als de kelkbladen. Bladen rondachtig-eirond tot elliptisch, geelgroen. Helmdraden kaal.

## Standplaatsen
De plant houdt van losse, voedselrijke grond en komt voor op braakland, bouwland, akkers en open grasland. Door toegenomen bemesting komt de plant meer voor en wordt door boeren gezien als onkruid.

## Verspreiding
De plant is van oorsprong waarschijnlijk Europees en komt voor in Noord-Afrika, West-Europa, het zuiden van de Britse Eilanden, het zuiden van Oost-Europa en over de Kaukasus verder tot aan Japan. In Noord-Amerika, Australië en Nieuw-Zeeland is de plant ingevoerd.
De plant is vrij algemeen, maar eerder zeldzaam in het Ardens district en de noordelijke helft van Belgisch Limburg (wegens de voedselarme gronden daar).